# Музыка Экваториальной Гвинеи

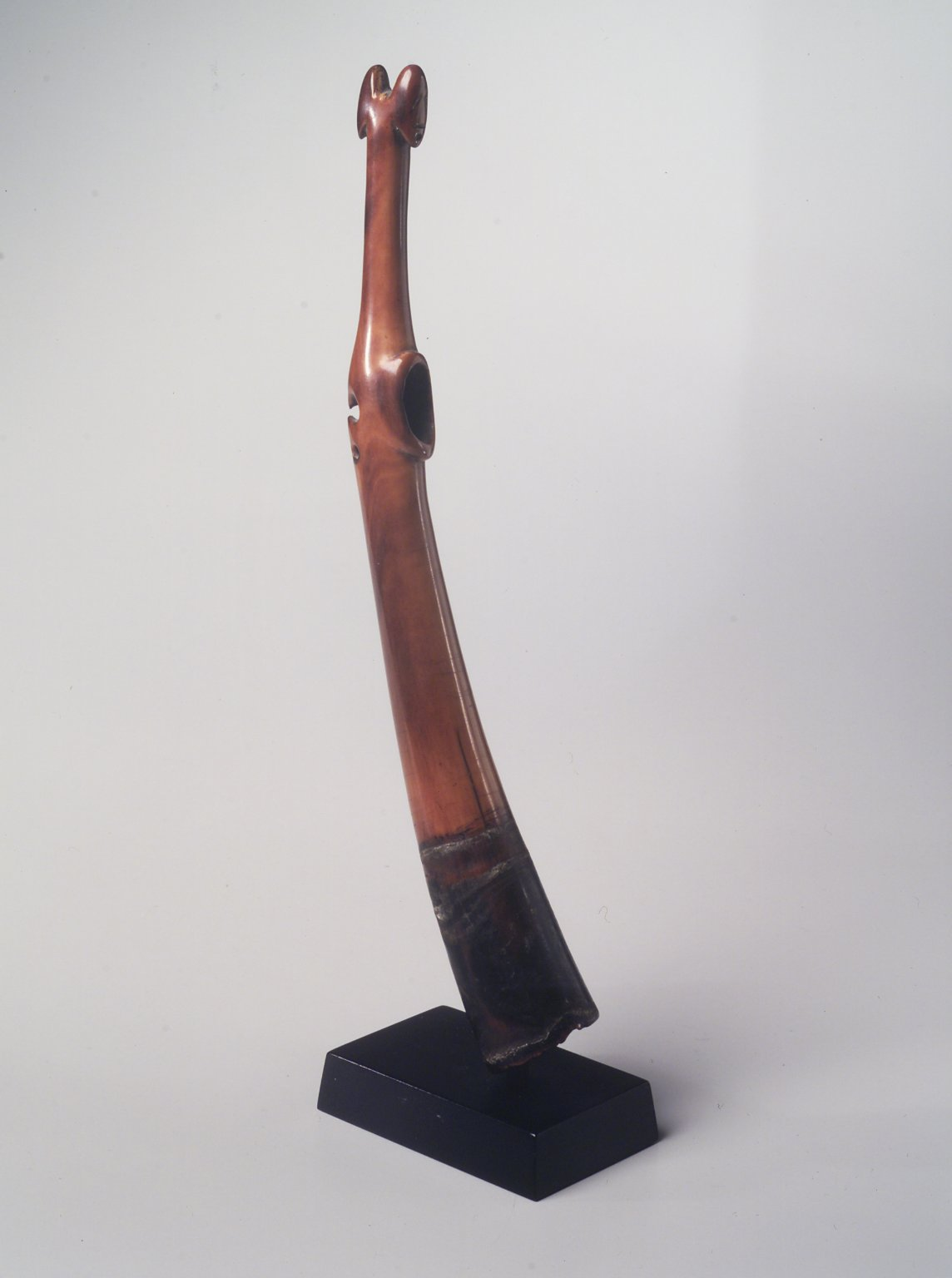
Фанг-Бети труба с боковым дутьем

Культура Экваториальной Гвинеи менее документирована, чем в большинстве африканских стран, и коммерческих записей по-прежнему мало.

## Государственный гимн
Национальный гимн Экваториальной Гвинеи был написан Атанасио Ндонго Мийоне и принят в 1968 году, когда страна получила независимость от Испании. Экваториальная Гвинея была образована из трёх бывших испанских колоний: Рио-Муни — полоски земли между Камеруном и Габоном; Биоко — острова недалеко от Камеруна; и Аннобона — острова в Атлантическом океане вдали от материка.

## Народная музыка
Крупнейшей этнической группой являются фанги (85,7% (перепись 1994 года) от общего числа 704 001 (июль 2013 года)), 6,5% составляют буби и мдове (3,6%), аннобонцы (1,6%) и буджеба (1,1%), включая небольшие группы, такие как Ндове, Бисио и Комб.
Фанги известны своим мветом, помесью цитры и арфы. Мвет может иметь до пятнадцати струн. Полусферическая часть этого инструмента сделана из бамбука, а струны прикреплены к центру волокнами. Музыка для мвета написана в форме нотной записи, которую могут выучить только посвященные общества бебом-мвет. Музыка, как правило, представляет собой респонсорное пение с чередованием хора и барабанов. Такие музыканты, как Эйи Моан Ндонг, помогли популяризировать народную музыку.
Оркестр из трёх или четырёх человек, состоящий из некоторой аранжировки калимбы, ксилофона, барабанов, цитр и смычковых арф, сопровождает многие танцы в Экваториальной Гвинее, такие как балеле и рискованная ибанга.
Другим популярным инструментом является там-там — деревянная шкатулка, обтянутая шкурой животного. В его центре установлены бамбуковые клавиши с полными музыкальными гаммами. Второй тип там-тама имеет два разных уровня музыкальных клавиш. Как правило, деревянные музыкальные инструменты украшены изображениями фауны и геометрическими рисунками. Барабаны покрыты шкурами животных или рисунками животных.

## Популярная музыка
Из Экваториальной Гвинеи поступает мало популярной музыки. Популярны панафриканские стили, такие как соукус и макосса, а также регги и рок-н-ролл. Группы акустической гитары, основанные на испанской модели, являются самой известной местной популярной традицией страны, особенно национальные звезды Десмали и Дамбо де ла Коста.
Другие музыканты из Экваториальной Гвинеи: Malabo Strit Band, Luna Loca, Chiquitin, Dambo de la Costa, Ngal Madunga, Lily Afro Super Momo, Hijas del Sol.